# U.S. National Championships 1892
Gli U.S. National Championships 1892 (conosciuti oggi come US Open) sono stati l'12ª edizione degli U.S. National Championships e terza prova stagionale dello Slam per il 1892. Il torneo maschile si è disputato al Newport Casino di Newport, il torneo femminile e il doppio misto al Philadelphia Cricket Club di Filadelfia, negli Stati Uniti.
Il singolare maschile è stato vinto dallo statunitense Oliver Campbell, che si è imposto sul connazionale Frederick Hovey in quattro set col punteggio di 7–5, 3–6, 6–3, 7–5. Il singolare femminile è stato vinto dall'irlandese Mabel Cahill, che ha battuto in finale in cinque set la statunitense Elisabeth Moore. Nel doppio maschile si sono imposti Oliver Campbell e Bob Huntington. Nel doppio femminile hanno trionfato Mabel Cahill e Adeline McKinlay. Nel doppio misto la vittoria è andata a Mabel Cahill, in coppia con Clarence Hobart.

## Seniors

### Singolare maschile
Oliver Campbell ha battuto in finale  Frederick Hovey con il punteggio di 7–5 3–6 6–3 7–5.

### Singolare femminile
Mabel Cahill ha battuto in finale  Elisabeth Moore con il punteggio di 5–7, 6–3, 6–4, 4–6, 6–2.

### Doppio maschile
Oliver Campbell /  Bob Huntington hanno battuto in finale  Valentine Hall /   Edward Hall con il punteggio di 6–4, 6–2, 4–6, 6–3.

### Doppio femminile
Mabel Cahill /  Adeline McKinlay hanno battuto in finale  Helen Day Harris /  Arny Williams con il punteggio di 6–1, 6–3.

### Doppio misto
Mabel Cahill /  Clarence Hobart hanno battuto in finale  Elisabeth Moore /  Rodmond Beach con il punteggio di 6–1, 6–3.